# Doug Wimbish
Doug Wimbish (nacido el 22 de septiembre de 1956) es un bajista conocido por su trabajo para el sello de hip hop Sugar Hill Records y por su trabajo con la banda Living Colour. También ha trabajado con músicos como Jeff Beck, Mick Jagger, Madonna, George Clinton, Bomb The Bass, Depeche Mode, Joe Satriani, Mos Def, The Rolling Stones y Tarja Turunen. Wimbish está considerado uno de los bajistas pioneros del hip hop y en el uso de efectos.

## Vida
Nacido en Hartford, Connecticut, Wimbish comenzó a tocar la guitarra a los 12 años, pasándose al bajo a los 14. En 1979 fue contratado junto al guitarrista Skip McDonald y el batería Keith LeBlanc como parte de la base rítmica de estudio de la discográfica Sugar Hill Records. Durante esos años participarán en temas como "New York, New York", "The Message" o "White lines" de Grandmaster Flash and the Furious Five o Apache de Sugarhill Gang. 
En 1984 se desplazará a Londres para trabajar con el productor Adrian Sherwood, formando el grupo Tackhead. Es en esta época cuando decidirá convertirse en músico de sesión, convirtiéndose en invitado de los Rolling Stones en 1993 tras la marcha de Bill Wyman, grabando con ellos su disco de 1997 Bridges to Babylon. En 1992 se unió también a Living Colour, sustituyendo a Muzz Skillings, con los que grabaría el álbum Stain y los temas nuevos del recopilatorio Pride. Tras la separación de Living Colour se reunirá con sus excompañeros de Sugar Hill Gang en el grupo de ambient-dub Little Axe, fundado por Skip McDonald. 
En esa época vuelve a Londres para continuar su carrera como músico de sesión. En 1999 formó junto a Will Calhoun (batería de Living Colour) y el cantante y percusionista Vinx el grupo Jungle Funk. Ese mismo año publicaría su disco en solitario Trippy Notes for Bass. En 2000 Living Color se reunieron y Wimbish vuelve a la banda para girar por Europa y EE. UU. En 2001 y 2002 grabó con el rapero Mos Def. 
De nuevo con Will Calhoun formó el grupo de drum and bass Head>>Fake, que publicará el disco In the Area. En 2005 comenzaron a grabar un segundo disco que verá la luz en 2007 y tras eso, en 2008, publicarán un DVD en directo grabado en Praga.
En 2008 lanzó su segundo álbum en solitario: CinemaSonics. Durante todo este tiempo ha estado girando también con Living Colour, con los que lanzó un disco en 2003 y otro en 2009.

## Efectos

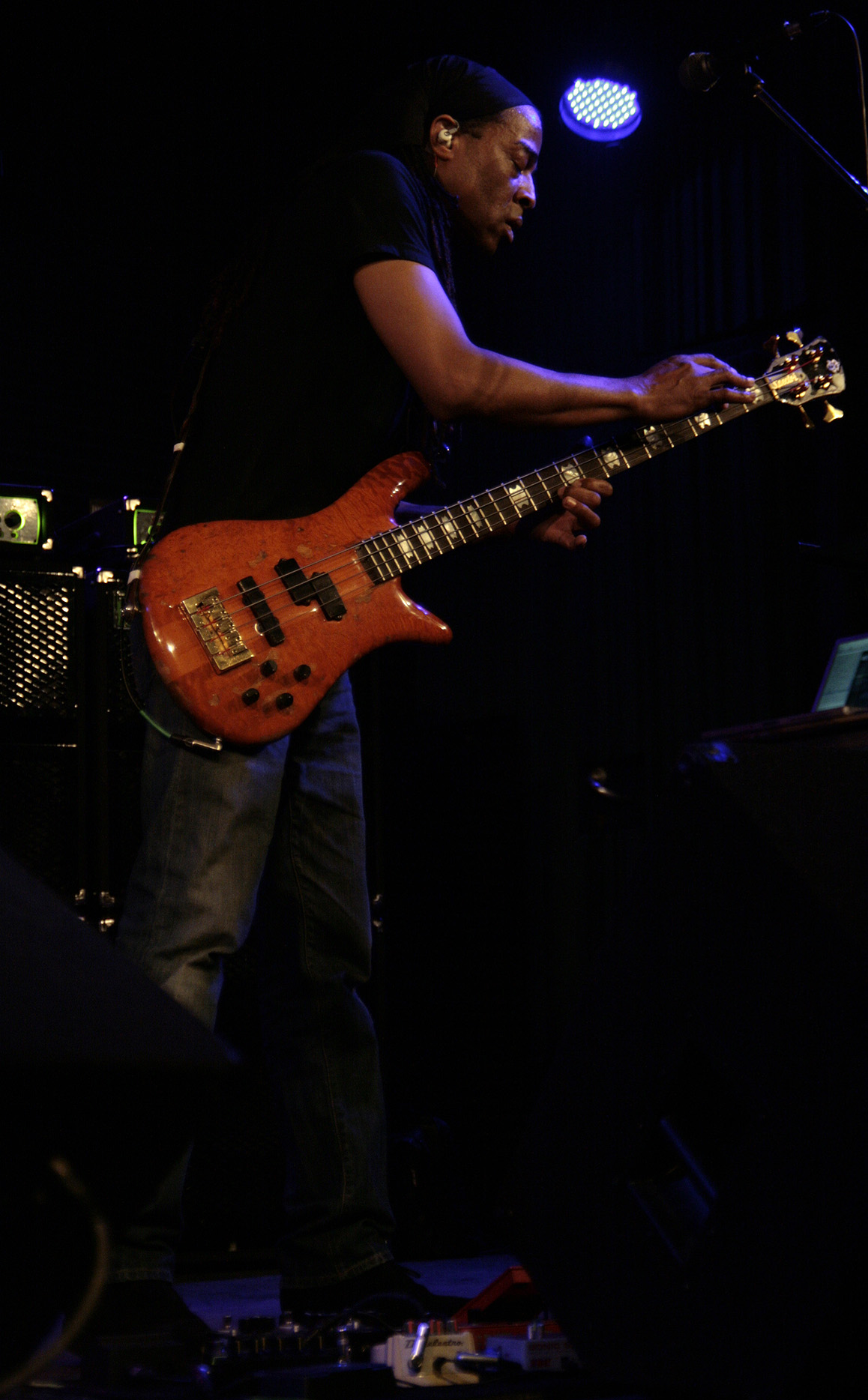
Doug Wimbish (Vienna 2009)

Este es un listado de los efectos que lleva entre su equipo.
- T.C. Electronics 2290 Digital Delay
- Sans Amp D1 Bass Driver
- Sans Amp GT2
- Sans Amp Vintage
- Danelectro Daddy-O
- Digitech Whammy Pedal
- Dunlop Cry Baby
- Boss Bass Synth
- Boss Flanger
- Boss Digital reverb/delay
- Boss DD3 Digital Delay
- Boss FV50 Volume pedal
- Boss TU12 Chrom. tuner
- Voodoo Lab Proctavia
- Voodoo Lab Micro Vibe
- Voodoo Lab Analog Chorus
- Voodoo Lab Pedal Power
- D.O.D. Envelope Filter
- Line 6 Delay
- Digitech 2112 Delay unit
- Digitech IPS33B pitch transposer
- Yamaha REX50
- Planet Phatt
- Senheisser Wireless Units
- Line 6 distortion
- Line 6 modulator
- Digitech 256XL

## Discografía
En solitario
- Trippy Notes for Bass (1999)
- CinemaSonics (2008)

### ConLiving Colour
- Stain (1993)
- Collideøscope (2003)
- The Chair in the Doorway (2009)
- Who Shot Ya (2016)
- Shade (2017)

### Con otros artistas
- Mark Stewart - As the Veneer of Democracy Starts to Fade (1985)
- Mark Stewart - Mark Stewart (1987)
- Mick Jagger - Primitive Cool (1987)
- Tackhead - Friendly as a Handgrenade (1989)
- Mark Stewart - Metatron (1990)
- Seal - Seal (1991)
- Annie Lennox - Diva (1992)
- Madonna - Erotica (1992)
- Joe Satriani - The Extremist (1992)
- Little Annie - Short and Sweet (1992)
- Billy Idol - Cyberpunk (1993)
- Mick Jagger - Wandering Spirit (1993)
- Joe Satriani - Time Machine (1993)
- Annie Lennox - Medusa (1995)
- Little Axe - The Wolf that House Built (1994)
- Little Axe - Slow Fuse (1996)
- The Rolling Stones - Bridges to Babylon (1997)
- Jungle Funk - Jungle Funk (1998)
- Mos Def - Black on Both Sides (1999)
- Little Axe - Hard Grind (2002)
- Dhafer Youssef - Electric Sufi (2002)
- Little Axe - Champagne & Grits (2004)
- Fernanda Porto - Giramundo (2004)
- Little Axe - Stone Cold Ohio (2006)
- John McCarthy - "Drive" (2006)
- Tarja - My Winter Storm (2007)
- Tarja - What Lies Beneath (2010)
- Tarja - Colours in the Dark (2013)
- Petteri Sariola - Phases (2009)

DVD
- Head Fake in the Area of Prague (2008) (lanzado por Dude rec. / cámara, editor, director tomato22)